# Messias Targino
Messias Targino is een gemeente in de Braziliaanse deelstaat Rio Grande do Norte. De gemeente telt 3.923 inwoners (schatting 2009).

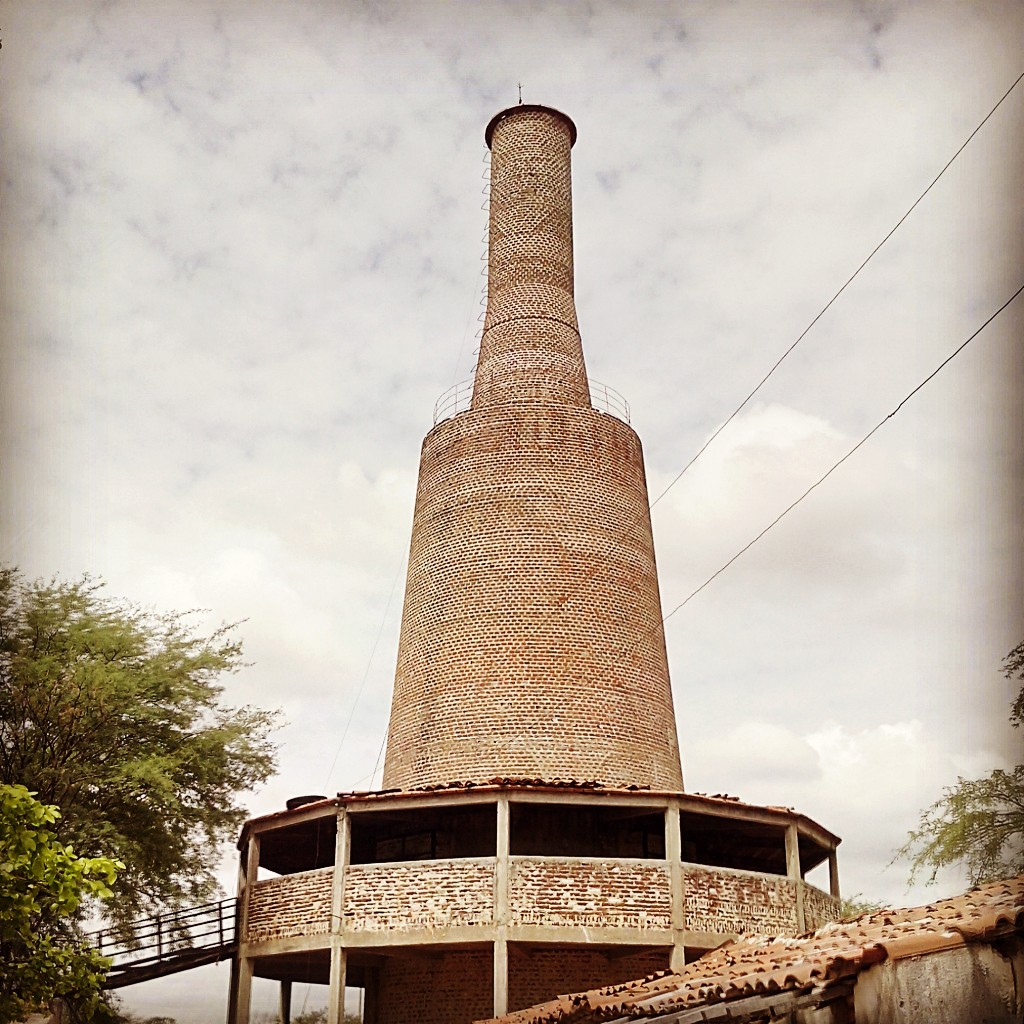
Schoorsteen in Messias Targino